# Flybe

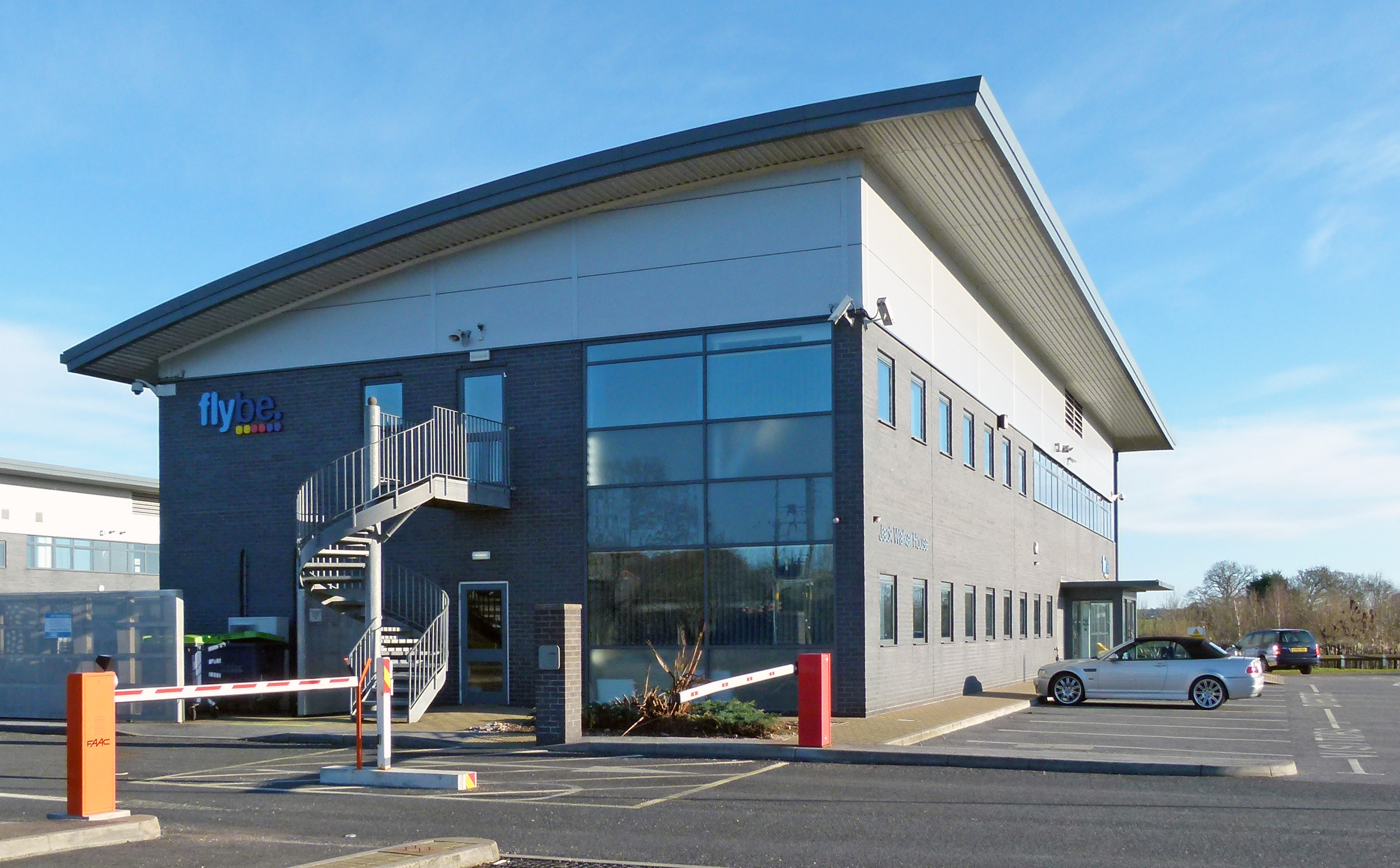
Jack Walker House, het hoofdkantoor van Flybe, Exeter International Airport

Flybe was een lagekostenluchtvaartmaatschappij met als basis Exeter International Airport, Engeland. Het was de grootste onafhankelijke regionale luchtvaartmaatschappij in Europa en vloog met 82 vliegtuigen op 102 luchthavens.
Naast Exeter had de maatschappij hubs in Southampton, Birmingham, Bournemouth, Belfast, Essex, Edinburgh, Aberdeen en Londen. Codesharingovereenkomsten waren gesloten met Finnair, Aer Lingus, British Airways, Etihad Airways, Air France en KLM. Flybe vloog in Nederland vanaf Amsterdam en Groningen Airport Eelde.

## Geschiedenis
Flybe is opgericht in 1969 als Intra Airways met als thuisbasis Jersey. In 1979 werd de naam gewijzigd in Jersey European Airways en in 2000 in British European. Walker Aviation. Deze nam een aandeel van 81% in de maatschappij en in 2002 werd de huidige naam Flybe ingevoerd. In 2007 werd BA Connect verkocht aan Flybe.
Van maart 2018 tot augustus 2019 baatte Flybe een route uit van London Southend Airport naar de luchthaven van Antwerpen in België.
In 2019 stond het bedrijf er financieel slecht voor. Het werd in dat jaar overgenomen door Connect Airways, een consortium van het Britse luchtvaartbedrijf Virgin Atlantic (belang: 30%), transportconcern Stobart Group (30%) en investeringsmaatschappij Cyrus Capital (40%). Na de overname bleef het bedrijf doorgaan met het onderhouden van regionale luchtverbindingen.
De problemen waren daarmee niet opgelost. Op 13 januari 2020 waren er geruchten dat Flybe weer in financiële moeilijkheden zat. Op 14 januari gaf de regering van het Verenigd Koninkrijk aan dat het met de aandeelhouders een deal heeft gesloten om zo Flybe te redden. De 75 vliegtuigen en 2000 medewerkers konden daarmee verder. Concurrent International Airlines Group (IAG) meende dat hier sprake was van ongeoorloofde staatssteun en diende een klacht in bij de Europese Unie.
Per 5 maart 2020 heeft de luchtvaartmaatschappij alle diensten gestaakt en surseance van betaling aangevraagd.

## Vloot
Op 30 januari 2018 bestond de Flybe-vloot uit de volgende vliegtuigen:
| Vliegtuigtype          | Aantal in gebruik | Bestellingen | Passagiers (maximaal) | Toevoegingen                                                                                                 |
| ---------------------- | ----------------- | ------------ | --------------------- | --- |
| Bombardier Dash 8 Q400 | 54                | 0            | 78                    | |
| ATR 72-600             | 5                 | 0            | 70                    | Wet-lease operatie voor Scandinavian Airlines                                                                |
| Embraer E-175          | 11                | 0            | 88                    | In de nabije toekomst zullen 4 E175’s worden afgestoten, en de 4 Embraer 175 in bestelling zijn geannuleerd, |
| Embraer E-195          | 8                 | 0            | 118                   | Uit de vloot vanaf begin 2020                                                                                |
| Totaal                 | 78                | 0            | -                     | |

Vanaf begin 2020 zou de Embraer E-195 uit de vloot verdwijnen. Flybe zou zich voornamelijk richten op het gebruik van de Bombardier D8-Q400 (turboprop). De Embraer E-175 zou wel in de vloot blijven, en alleen gebruikt worden op drukkere routes.
IAG (British Airways · Iberia · Iberia Express) · easyJet · Jet2 · Norwegian.com · Ryanair · Volotea · Vueling · Wizz Air